# Base de datos terminológica de las Naciones Unidas
La base de datos terminológica de las Naciones Unidas (UNTERM) es una herramienta que ofrece nomenclatura y terminología de la Organización de las Naciones Unidas (ONU) en los seis idiomas oficiales: árabe, chino, español, francés, inglés y ruso. Los principales usuarios de la base de datos son los empleados de la ONU, el llamado «personal de idiomas y edición». La base de datos contiene más de 85 000 palabras y se actualiza diariamente.
La base de datos tiene como objetivo oficial garantizar la traducción segura y coherente de términos y frases comunes utilizados dentro de la ONU a los seis idiomas. UNTERM es mantenida por el equipo de terminología de la Sección de Terminología y Referencias de la División de Documentación del Departamento de la Asamblea General y de Gestión de Conferencias, con sede en Nueva York. Una institución denominada Dependencia de Gestión y Tecnología de la Información brinda soporte técnico. La base de datos facilita la comprensión del trabajo de las Naciones Unidas por parte del público que no tiene acceso a la intranet de la Secretaría General de las Naciones Unidas.
UNTERM corresponde a otros intentos de estandarización lingüística por parte de organizaciones internacionales, como, por ejemplo, la experiencia del Glosario de términos para la normalización de nombres geográficos de la ONU o el Glosario multilingüe del Fondo Monetario Internacional.